# 上野修 (ラジオプロデューサー)
上野 修（うえの おさむ、1930年〈昭和5年〉8月19日 - 2002年〈平成14年〉6月30日）は、日本のラジオ番組のプロデューサー。
「ドン上野」の愛称で知られていた。

## 来歴
北海道小樽市出身。北海道小樽潮陵高等学校、日本大学法学部卒業。
1952年、NHK札幌放送局入局。NHKを退局した後、1954年に当時開局して間もなかったニッポン放送へ入社、編成局庶務部（効果班）に配属され、1963年まで効果音製作を主に務める。
1963年に効果部から制作部へ異動、番組制作を手がけるようになり、ニッポン放送で『ザ・パンチ・パンチ・パンチ』『夜のドラマハウス』『オールナイトニッポン』の4時間スペシャル生ラジオドラマなどを手がけ話題になる。『青春ホットライン』においては、オープニングで声出しの出演もしていた。1968年当時は毎晩のように新宿に出掛け、多くのタレント、文化人、ジャーナリストらと出会い、親交を持つようになっていた。1970年に制作部特別職（副部長補佐待遇）に就く。
1976年頃から「放送文化」など雑誌への執筆・寄稿が多くなる。声優やアニメ関係のラジオ番組を送り出したことで、1970年代終盤から1980年代初頭のアニメブームの渦中の声優ブームの仕掛け人の一人と言われた。ラジオ制作の他にもイベント制作やアニメ雑誌『ジ・アニメ』で対談連載「ドン上野のマスコミランド」のホストを担当。
1983年に編成局編成部に異動、専ら番組企画に従事。1985年にイベント企画会社に出向し、国際スポーツフェア、東京国際映画祭などの企画・運営に携わる。1986年に東京・新宿に「ハワイ放送株式会社」を設立し、自らはハワイに渡って、現地の「KOHO」など日系放送局の番組制作・編成・リニューアルなどを手掛ける。しかしこの時はニッポン放送から出向と言う形で行っていたはずだったが、新聞に自分の「ハワイ放送株式会社東京総支配人就任」と言う記事が掲載されたことで会社側に知れ、結局はそのままニッポン放送を退社することになった（本人は「総スカンを食ったので退社せざるを得なくなった」と述べている）。
1989年にラジオプレスを設立し、代表取締役を務め、同年よりエフエム東京の編成リニューアル協力、同局の番組制作に携わる。後に『月刊ラジオパラダイス』において『ドン上野のヒストリー・オブ・ラジオ』の連載を1989年7月号から1990年8月号（最終号）まで手掛けた。
1995年より全国各地のコミュニティFM局の設立に参加、2000年には地元の札幌ラヂオ放送の設立に参加する。1999年には「平成ラジオ塾」を設立。
せんだみつお、くず哲也、乱一世、佐々木るん、あいざわ元気らの芸名の名付け親であった。また、くり万太郎、はた金次郎、塚たんくろう（塚越孝）の3人のアナウンサーのマイクネームも上野が名付けたが、これについては（3人の名前を並べて）「3人でマン・キン・タンだ」とも述べていた。この他にも大勢のタレントやスタッフを育て、その集団は「上野学校」とも言われていた。
1960年などに流行った「家付き・カー付き・ババア抜き」という言葉を作ったのも上野である。また、糸居五郎の命日である12月28日を『ディスクジョッキーの日』と制定した。
2002年6月30日死去。享年71歳。

## 主な担当番組

### ニッポン放送
- ハタ・ラッキーベストテン（1963年、大橋巨泉出演）
- リプトン スクリーンミュージック（1963年、東海林のり子（当時ニッポン放送アナウンサー）出演）
- リクエストバンバン（1964年、今仁哲夫出演）
- 魅惑のラテン（1965年）
- スクリーンハイライト（1966年）
- ザ・パンチジャーナル（1966年 - 1969年）
- チンペイのマジメ研究室（1967年）
- ザ・パンチ・パンチ・パンチ（1968年 - 1982年）
- ワゴンでデイト（1969年、せんだみつお、和田アキ子 他出演）
- サタディニッポン（1969年）
- サタデーナイトニッポン（1969年）
- 吉永小百合のすてきなあなた（1970年）
- 歌えビリーバンバン（1970年）
- 東芝ワイドワイドサンデー（1971年　黒澤久雄、坂本九 他出演）
- 糸居五郎50時間マラソンジョッキー（1971年1月17日）
- 土曜の夜はテレフォンジャングル（1972年、浅井慎平、宇崎竜童 出演）
- シネマ天国（1972年）
- 愛川欽也のラジオ劇画（1973年）
- 欽欽乃欽欽学学教室
- ラジオよひらけ!ハッピッピ
- ヤングスキャット（1975年）
- 飛び出せ!全国DJ諸君
- くず哲也の日曜はダメよ
- ゆく年くる年（1977年、1980年　ニッポン放送制作の回担当）
- 大入りダイヤルまだ宵の口
- 武田鉄矢のムービージャングル
- 夜のドラマハウス
- オールナイトニッポン4時間ドラマスペシャル
  - ハウス（映画本編の監督を務めた大林宣彦との共同演出）、がんばれ元気、宇宙戦艦ヤマト、未来少年コナン、銀河鉄道999、1000年女王 など
- 〜商売繁盛土曜リクエスト〜タコ社長のマンモス歌謡ワイド
- だんとつタモリ おもしろ大放送!
- ラジオまんぱく・コミックザベストテン
- 日産ナマナマステーション
- くるくるダイヤル ザ・ゴリラ
- もうやめられない!ナッチャコのおじゃまな関係（野沢那智、白石冬美）

### ニッポン放送以外
- FMナイトストリート PAJAMA PRESS（JFN）
- FMソフィア（TOKYO FM）
- 福井放送開局40周年記念番組「韃靼漂流記」（1992年、演出）
- 福井放送開局45周年記念番組「北風に挑む」（1998年、総合プロデュース）

## 著書
- 『ドン上野と気になる7人おいしい話』現代出版、1983年
- 『ミスター・ラジオが通る』実業之日本社、1986年6月20日。